# Gerichtslinde Amönau

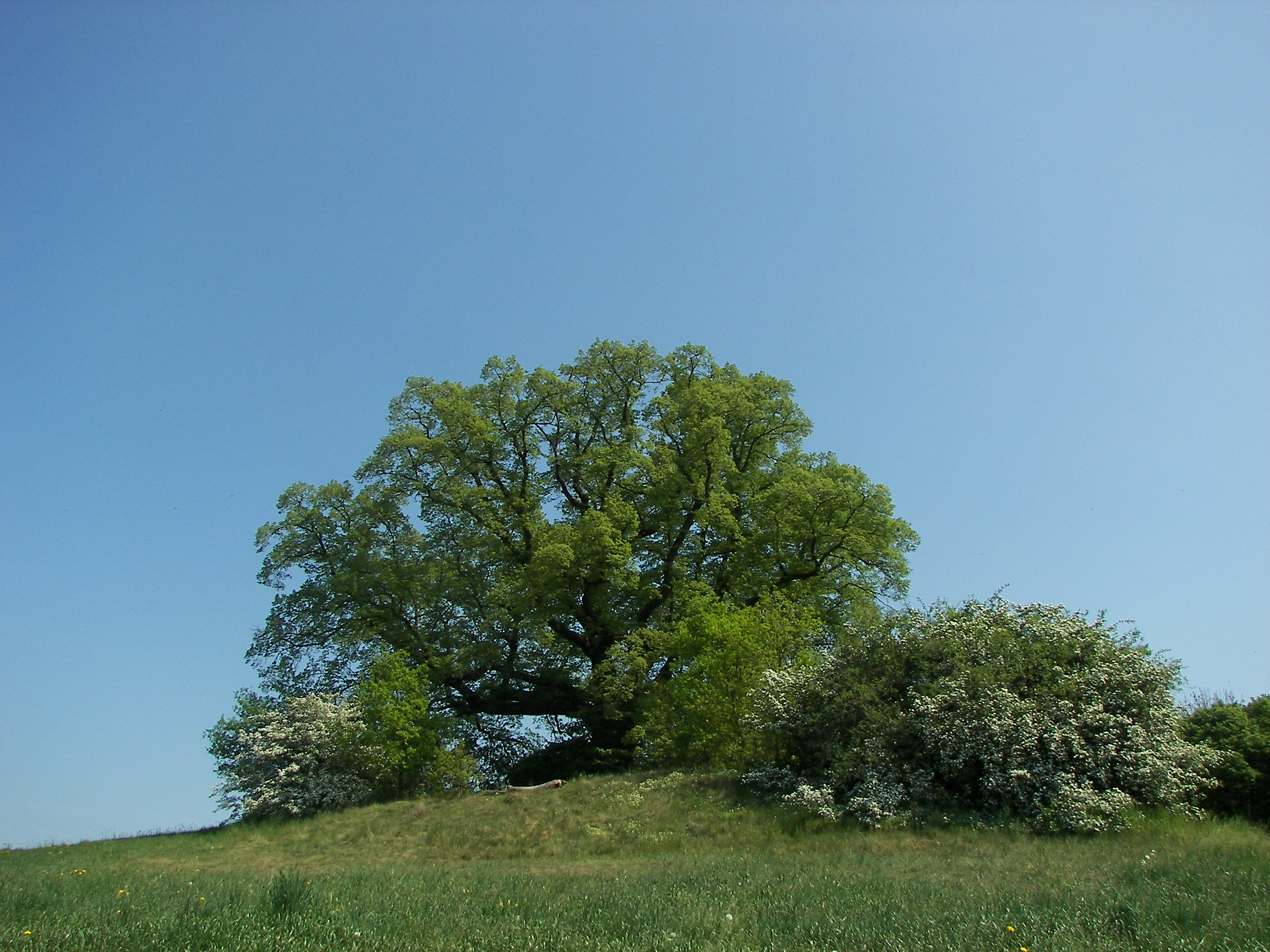
Gerichtslinde in Amönau

Die Gerichtslinde ist ein Baumdenkmal in Amönau, Landkreis Marburg-Biedenkopf. Die Linde hat einen Stammumfang von 4,95 m und eine Wuchshöhe von 30 m.
Das genaue Alter der Sommerlinde ist nicht bekannt. Vielleicht stammt sie etwa aus der Zeit um 1650, als man Linden pflanzte aus Dankbarkeit über das Ende des Dreißigjährigen Kriegs. Möglicherweise wurde sie von der Familie von Baumbach gepflanzt, von der ein Zweig 1711 von der Burg Tannenberg bei Nentershausen hierhin umgezogen war.
Tatsächlich war der Baum keine Gerichtslinde; diese Bezeichnung gab ihr erst in den 1950er Jahren der damalige Leiter der Schule in Amönau. Bei einem Blitzeinschlag im Jahre 1954 entstanden Schäden im Stamm. 1984 sanierte man die Faulstellen im Stamm und das Totholz in der Baumkrone. Der Baum ist seit den 1950er Jahren als Naturdenkmal eingetragen.